# محافظة ريونغانغ
محافظة ريونغانغ هي محافظة تقع في بيونغان الجنوبية، كوريا الشمالية.